# 994
994 (CMXCIV) fue un año común comenzado en lunes del calendario juliano, en vigor en aquella fecha.

## Acontecimientos
- Otón III alcanza la mayoría de edad e inicia su reinado como emperador del Sacro Imperio.
- En Alemania se fundan las ciudades de Quedlinburg y Stade.
- En Anse (Francia) se celebra el Concilio de la Paz de Dios.
- En el año 992, el Viernes Santo había coincidido con la fecha de la Anunciación de María, y se corrió el rumor de que en ese día había nacido el Anticristo, y por lo tanto el fin del mundo sucedería antes de los tres años.[1][2]

## Nacimientos
- 7 de noviembre: Ibn Hazm, poeta hispanomusulmán.
- Alfonso V, rey leonés.

## Fallecimientos
- 25 de mayo: Fujiwara no Michinobu, poeta y cortesano japonés.
- Sancho Garcés II, aristócrata navarro, rey entre 970 y 994.
- Leopoldo I, aristócrata austriaco.
- Mayolo, abad de Cluný.
- Ermengarda de Ampurias, aristócrata regente del condado de Besalú.
- Sigerico el Serio, arzobispo de Canterbury.